# کهکشانی‌ها

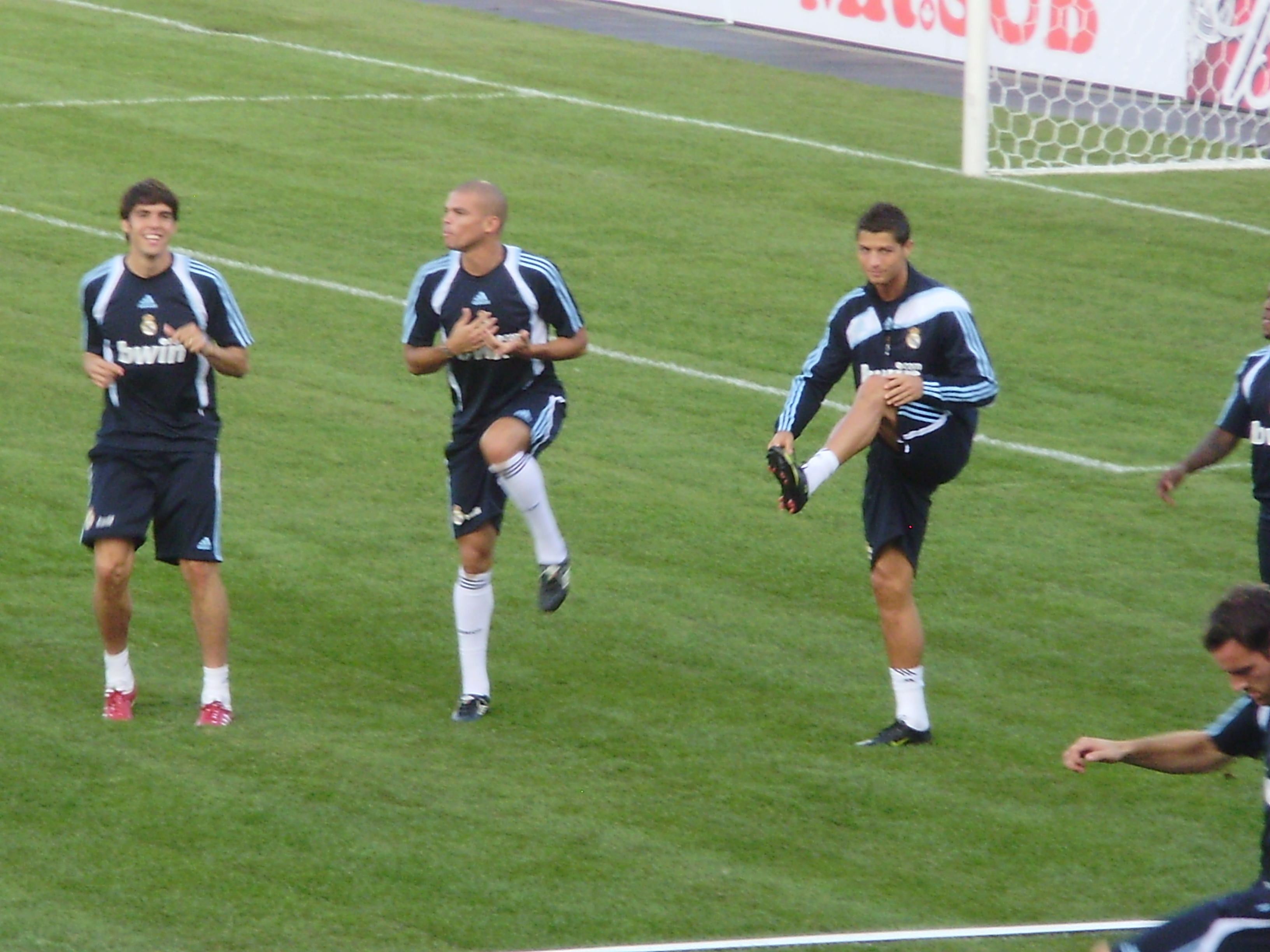
کاکا (چپ) و کریستیانو رونالدو (راست) از خریدهای کهکشانی فلورنتینو پرز در زمان بازگشتش به رئال‌مادرید بودند.

کهکشانی‌ها (برگرفته از واژه اسپانیایی Galácticos) یکی از القاب باشگاه فوتبال رئال مادرید است. این لقب اشاره به بازیکنان گران‌قیمت، ابرستاره و دارای شهرت جهانی دارد که برای رئال مادرید بازی کرده‌اند یا بازی می‌کنند. آغاز کاربرد این اصطلاح به دوران سیاست کهکشانی‌های فلورنتینو پرز، رئیس باشگاه رئال مادرید بازمی‌گردد که در هر فصل حداقل یک ابرستاره کلاس جهانی را به ترکیب رئال مادرید اضافه می‌کرد. امروزه واژه کهکشانی ممکن است برای اشاره به تمام سوپراستارهای فوتبال، صرف نظر از بازی کردن یا نکردن برای رئال مادرید، مورد استفاده قرار می‌گیرد.
این اصطلاح گهگاه برای ابر ستارگان ورزش‌های دیگر نیز به کار می‌رود. به عنوان مثال، مارتین گیلینگام، گزارشگر راگبی در سال ۲۰۱۲ تیم فرانسوی، تولون را در پی سیاست‌های این تیم در پی جذب بهترین بازیکنان جهان، کهکشانی‌های راگبی توصیف کرد.

## خریدهای کهکشانی

### دوره اول کهکشانی‌ها (۲۰۰۰–۲۰۰۶)
هفت سالی که فلورنتینو پرز از سال ۲۰۰۰ تا ۲۰۰۶ رئیس باشگاه رئال مادرید بود، به دوره اول کهکشانی‌ها معروف است. نخستین کهکشانی، یعنی لوئیس فیگو در سال ۲۰۰۰ به ترکیب رئال اضافه شد. پرز در دوران اول خود، این بازیکنان را به عنوان کهکشانی خریداری کرد:
- لوئیس فیگو – از بارسلونا، با قیمت ۶۲ میلیون یورو در سال ۲۰۰۰
- زین‌الدین زیدان – از یوونتوس، با قیمت ۷۷ میلیون یورو در سال ۲۰۰۱
- رونالدو – از اینتر، با قیمت ۴۶ میلیون یورو در سال ۲۰۰۲
- دیوید بکام – از منچستر یونایتد، با قیمت ۳۷ میلیون یورو در سال ۲۰۰۳
- مایکل اوون – از لیورپول، با قیمت ۹ میلیون یورو در سال ۲۰۰۴
- روبینیو – از سانتوس، با قیمت ۲۴ میلیون یورو در سال ۲۰۰۵
- سرخیو راموس – از سویا، با قیمت ۲۷ میلیون یورو در سال ۲۰۰۵

علاوه بر خریدهای کهکشانی، چند بازیکن دیگر که پیش از ورود پرز در ترکیب تیم حضور داشتند یا از آکادمی باشگاه به سطح اول رسیده بودند، نیز به عنوان بخشی از ترکیب کهکشانی به‌شمار آورده می‌شوند.
- فرناندو هیرو – از وایادولید، با قیمت ۱ میلیون یورو در سال ۱۹۸۹
- رائول – از آکادمی رئال مادرید، در سال ۱۹۹۴
- گوتی – از آکادمی رئال مادرید، در سال ۱۹۹۵
- روبرتو کارلوس – از اینتر، با قیمت ۳٫۵ میلیون یورو در سال ۱۹۹۶
- فرناندو مورینتس – از زاراگوسا، با قیمت ۶٫۶ میلیون یورو در سال ۱۹۹۷
- میشل سالگادو – از سلتاویگو، با قیمت ۱۱ میلیون یورو در سال ۱۹۹۹
- استیو مک‌منمن – از لیورپول، با قرارداد آزاد در سال ۱۹۹۹
- ایکر کاسیاس – از آکادمی رئال مادرید، در سال ۱۹۹۹
- کلود ماکلله – از سلتاویگو، با قیمت ۱۴ میلیون یورو

### دوره دوم کهکشانی‌ها (۲۰۰۹–)
پس از یک فصل ناموفق در ۲۰۰۸–۲۰۰۹ برای رئال مادرید، کالدرون، رئیس این باشگاه، از سمت خود استعفا داد و انتخابات ریاست این تیم زودتر از موعد مقرر برگزار شد تا سانتیاگو برنابئو شاهد بازگشت فلورنتینو پرز باشد. مجدداً دست به خریدهای پر سر و صدا زد و کار خود را با خرید کاکا از میلان و شکستن رکورد نقل و انتقالات، آغاز کرد. وی در همان پنجره نقل و انتقالاتی، اندکی بعد با خرید کریستیانو رونالدو رکورد نقل انتقالات را مجدداً شکست. دوره دوم کهکشانی‌ها در سال ۲۰۰۹ آغاز شد و تا به امروز ادامه دارد.
- کاکا – از میلان، با قیمت ۶۷ میلیون یورو در سال ۲۰۰۹
- کریم بنزما – از لیون، با قیمت ۳۰ میلیون یورو در سال ۲۰۰۹
- کریستیانو رونالدو – از منچستر یونایتد، با قیمت ۹۴ میلیون یورو در سال ۲۰۰۹
- ژابی آلونسو – از لیورپول، با قیمت ۳۴٫۵ میلیون یورو در سال ۲۰۰۹
- آنخل دی‌ماریا – از بنفیکا، با قیمت ۲۵ میلیون یورو در سال ۲۰۱۰
- لوکا مودریچ – از تاتنهام، با قیمت ۳۲ میلیون یورو در سال ۲۰۱۲
- گرت بیل – از تاتنهام، با قیمت ۱۰۰ میلیون یورو در سال ۲۰۱۳
- تونی کروس – از بایرن مونیخ، با قیمت ۲۴ میلیون یورو در سال ۲۰۱۴
- خامس رودریگز – از موناکو، با قیمت ۷۶ میلیون یورو در سال ۲۰۱۴
- ادن هازارد – از چلسی، با قیمت ۱۰۰ میلیون یورو در سال ۲۰۱۹
- لوکا یوویچ – از اینتراخت فرانکفورت، با قیمت ۶۰ میلیون یورو در سال ۲۰۱۹

چند بازیکن دیگر نیز در ترکیب کهکشانی‌های دو نقش پررنگی داشته‌اند.
- ایکر کاسیاس – حاضر در باشگاه از دوران کهکشانی‌های اول
- سرخیو راموس – حاضر در باشگاه از دوران کهکشانی‌های اول
- په‌په – از پورتو، با قیمت ۳۰ میلیون یورو در سال ۲۰۰۷
- مارسلو – از فلومینزه، با قیمت ۶٫۵ میلیون یورو در سال ۲۰۰۷
- گونزالو هیگواین – از ریورپلاته، با قیمت ۱۲ میلیون یورو در سال ۲۰۰۷
- مسوت اوزیل – از وردربرمن، با قیمت ۱۵ میلیون یورو در سال ۲۰۱۰
- رافائل واران – از لانس، با قیمت ۱۰ میلیون یورو در سال ۲۰۱۱
- دنی کارواخال – از آکادمی باشگاه، قرض داده شده به لورکوزن و بازگشت مجدداً به رئال مادرید در سال ۲۰۱۳
- ایسکو – از مالاگا، با قیمت ۳۰ میلیون یورو در سال ۲۰۱۳
- کاسمیرو – از سائوپائولو، با قیمت ۶ میلیون یورو در سال ۲۰۱۳
- کیلور ناواس – از لوانته، با قیمت ۱۰ میلیون یورو در سال ۲۰۱۴
- مارکو آسنسیو – از مایورکا، با قیمت ۳٫۹ میلیون یورو در سال ۲۰۱۴

قیمت‌های مربوط به خریدهای دوران اول فلورنتینو پرز با احتساب تورم محاسبه شده‌اند.